# Neunkirch
Neunkirch är en ort och kommun i kantonen Schaffhausen, Schweiz. Kommunen hade 2 591 invånare (2023).